# جون تاكيوشي
جون تاكيوشي  (باليابانية: 竹内 潤) ولد في 24 أغسطس عام 1970، هو مخرج ومنتج ألعاب فيديو ياباني، ولد في محافظة أوساكا اليابانية. تخرج من قسم الرسومات في إحدى كليات التصميم و انضم إلى شركة تطوير الألعاب كابكوم في 1991. عمل كمنتج للعبة ريزدنت إيفل 5، كما عمل على ستريت فايتر 2، ريزدنت إيفل وريزدنت إيفل 2.

## وصلات خارجية
- جون تاكيوشي على موقع IMDb (الإنجليزية)
- جون تاكيوشي على موقع ألو سيني (الفرنسية)
- جون تاكيوشي على موقع قاعدة بيانات الفيلم (الإنجليزية)
- جون تاكيوشي على موقع كينوبويسك (الروسية)

- صفحته في موقع موبي جيمز